# Драфт НХЛ 2014
Драфт НХЛ 2014 — 52-й драфт, прошёл на домашней арене «Филадельфии Флайерз» — Веллс Фарго-центр, Филадельфия, штат Пеннсильвания 27 и 28 июня 2014 года. Во время проведения драфта команда «Финикс Койотис» официально сменила название на «Аризона Койотис» и производила выбор уже под новым названием.

## Драфт-лотерея
15 апреля 2014 года состоялась драфт-лотерея, определившая право выбора в первом раунде для команд, не попавших в плей-офф. 13 из 14 команд (за исключением «Нью-Джерси Девилз») могли получить право выбирать первыми; шансы на первое место были тем больше, чем ниже команда заняла место по итогам регулярного чемпионата. При этом команда могла потерять только одну позицию. Например, «Баффало», занявший последнее место, при потере первого пика гарантированно выбирал бы вторым. «Нью-Джерси» должен был лишиться одного выбора в первом раунде на драфтах 2011—2014 из-за попытки обойти потолок зарплат при подписании контракта с Ильей Ковальчуком, но позже наказание было смягчено, и «Девилз» разрешили выбирать на драфте-2014, но только тридцатыми. В лотерее «Девилз» участвовали, чтобы не изменять шансы других команд. Право первого выбора получила «Флорида», завершившая сезон на предпоследнем месте.

## Рейтинг проспектов
| №  | Полевые игроки (Северная Америка) | Полевые игроки (Европа) |
| -- | --------------------------------- | ----------------------- |
| 1  | Сэмюэл Беннетт (ЛН)               | Каспери Капанен (ПН)    |
| 2  | Аарон Экблад (З)                  | Вильям Нюландер (ЦН)    |
| 3  | Сэм Райнхарт (ЦН)                 | Кевин Фиала (ЛН)        |
| 4  | Леон Драйзайтль (ЦН)              | Якуб Врана (ПН)         |
| 5  | Майкл Дэл Колл (ЦН)               | Давид Пастрняк (ПН)     |
| 6  | Джейк Виртанен (ПН)               | Адриан Кемпе (ЛН)       |
| 7  | Николас Ричи (КН)                 | Маркус Петтерссон (З)   |
| 8  | Брендан Перлини (ЛН)              | Ондржей Каше (ПН)       |
| 9  | Хэйдн Флёри (З)                   | Себастьян Ахо (З)       |
| 10 | Джаред Макканн (ЦН)               | Доминик Машин (З)       |

| № | Вратари (Северная Америка) | Вратари (Европа) |
| - | -------------------------- | ---------------- |
| 1 | Тэтчер Демко               | Вилле Хуссо      |
| 2 | Мэйсон Макдональд          | Юнас Юханссон    |
| 3 | Брент Моран                | Линус Сёдерстрём |
| 4 | Алекс Неделькович          | Каапо Кяхкёнен   |
| 5 | Кевин Райх                 | Илья Сорокин     |

## Выбор игроков
Обозначения: В — вратарь; З — защитник; ЛН — левый нападающий; ПН — правый нападающий; ЦН — центральный нападающий; Н — нападающий (обычно крайний форвард)
Выделены обладатели Кубка Стэнли

### Раунд 1

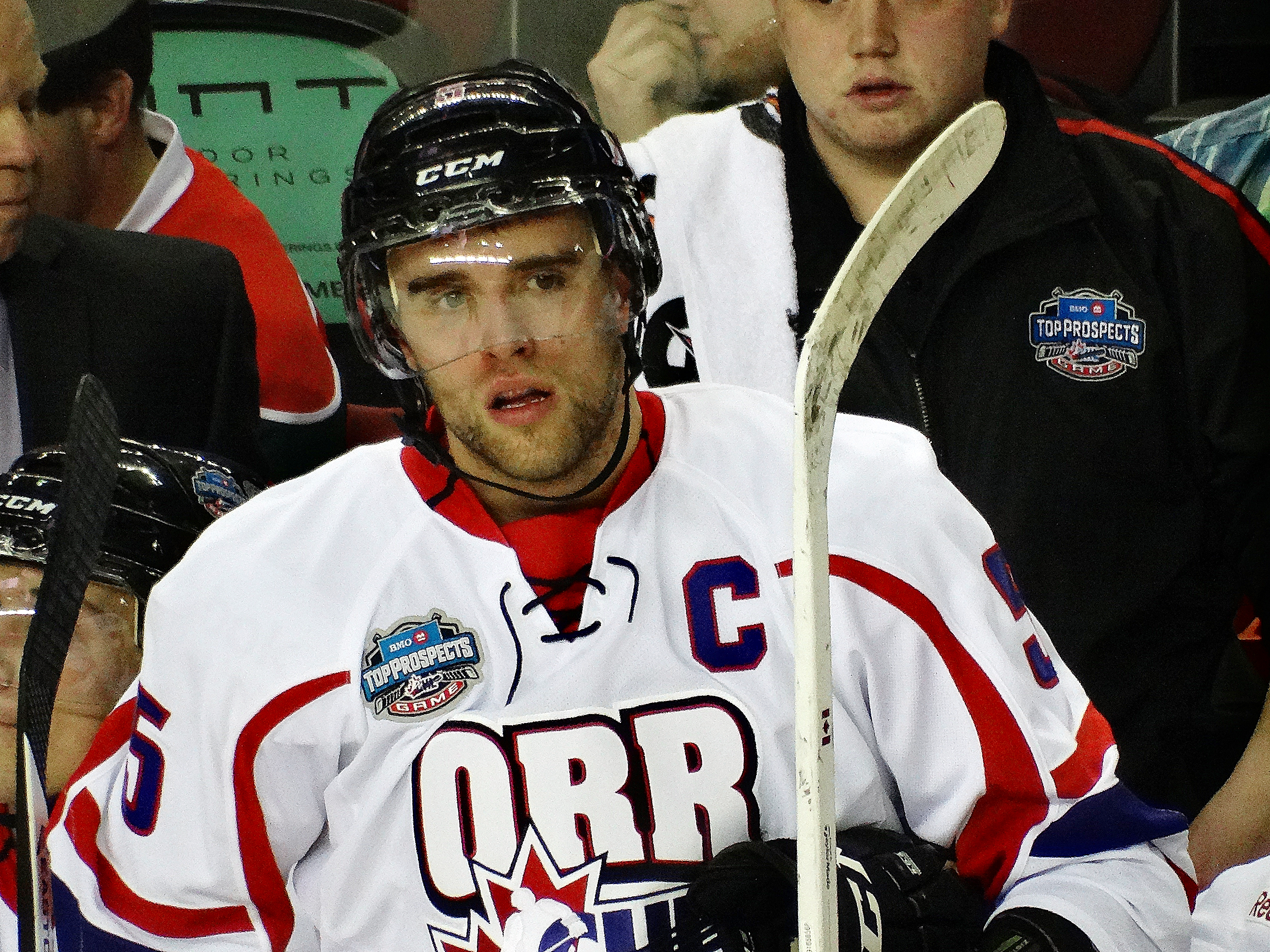
Аарон Экблад — первый номер драфта 2014

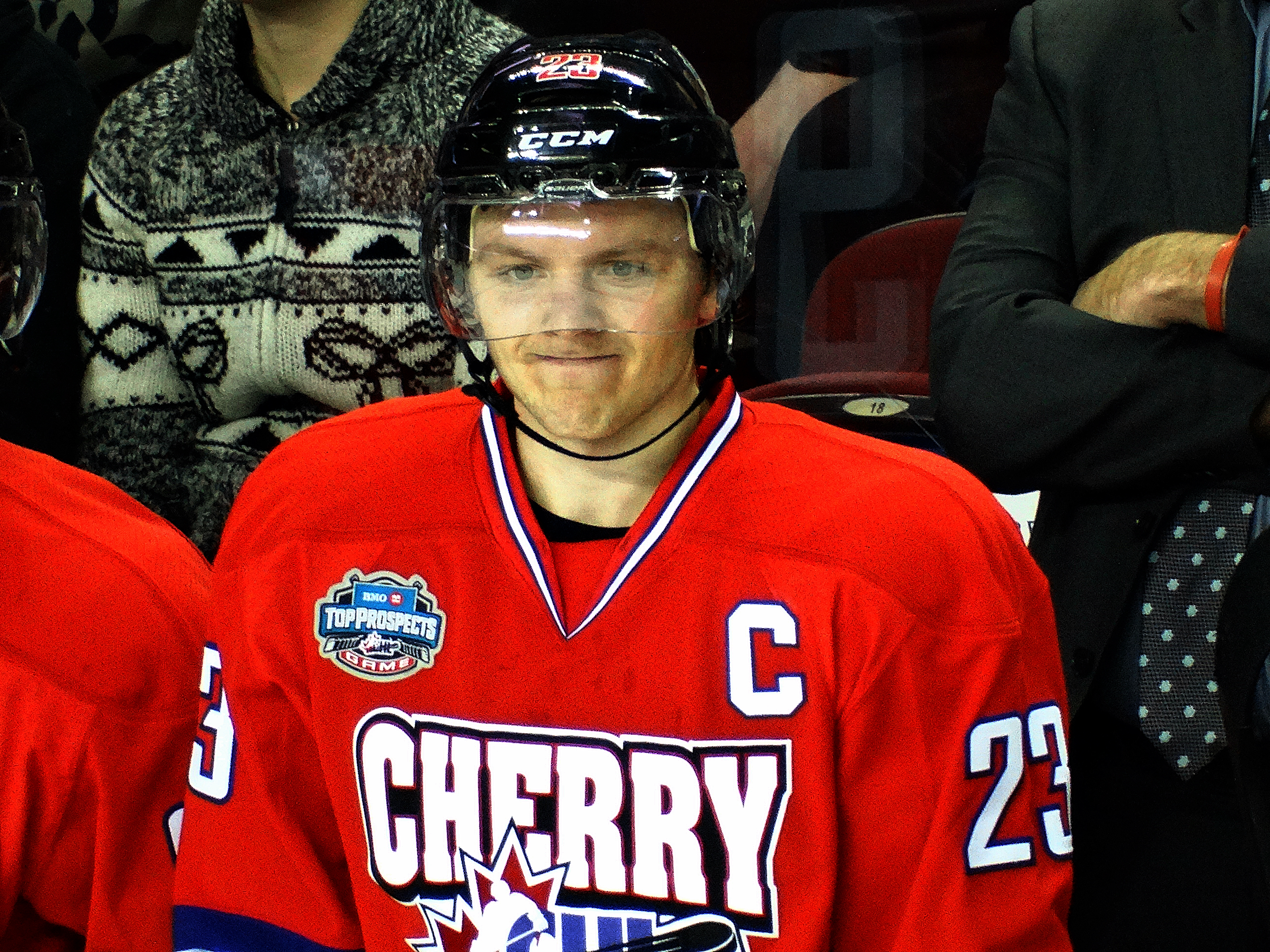
Сэм Райнхарт — второй номер драфта 2014

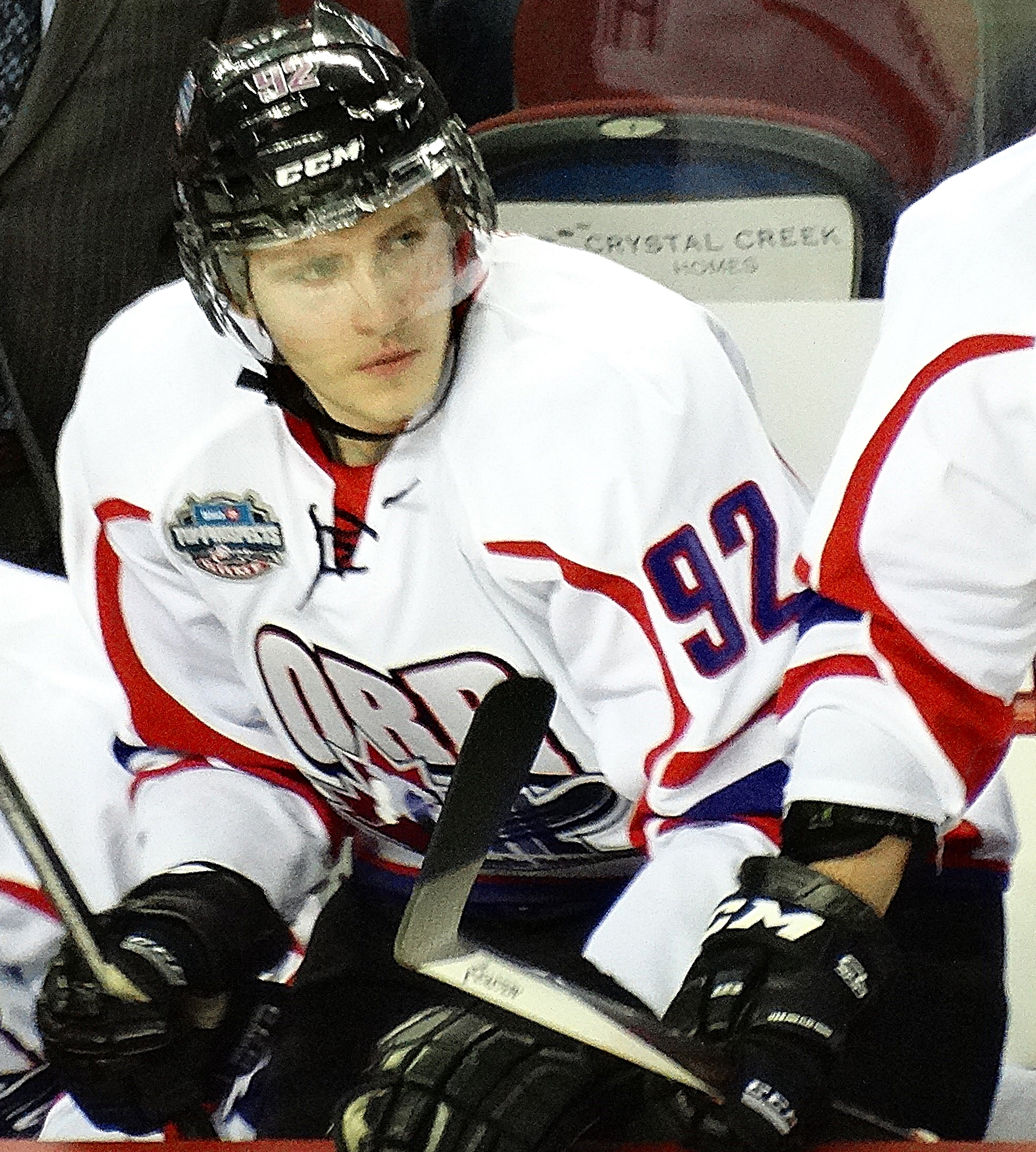
Леон Драйзайтль — третий номер драфта 2014

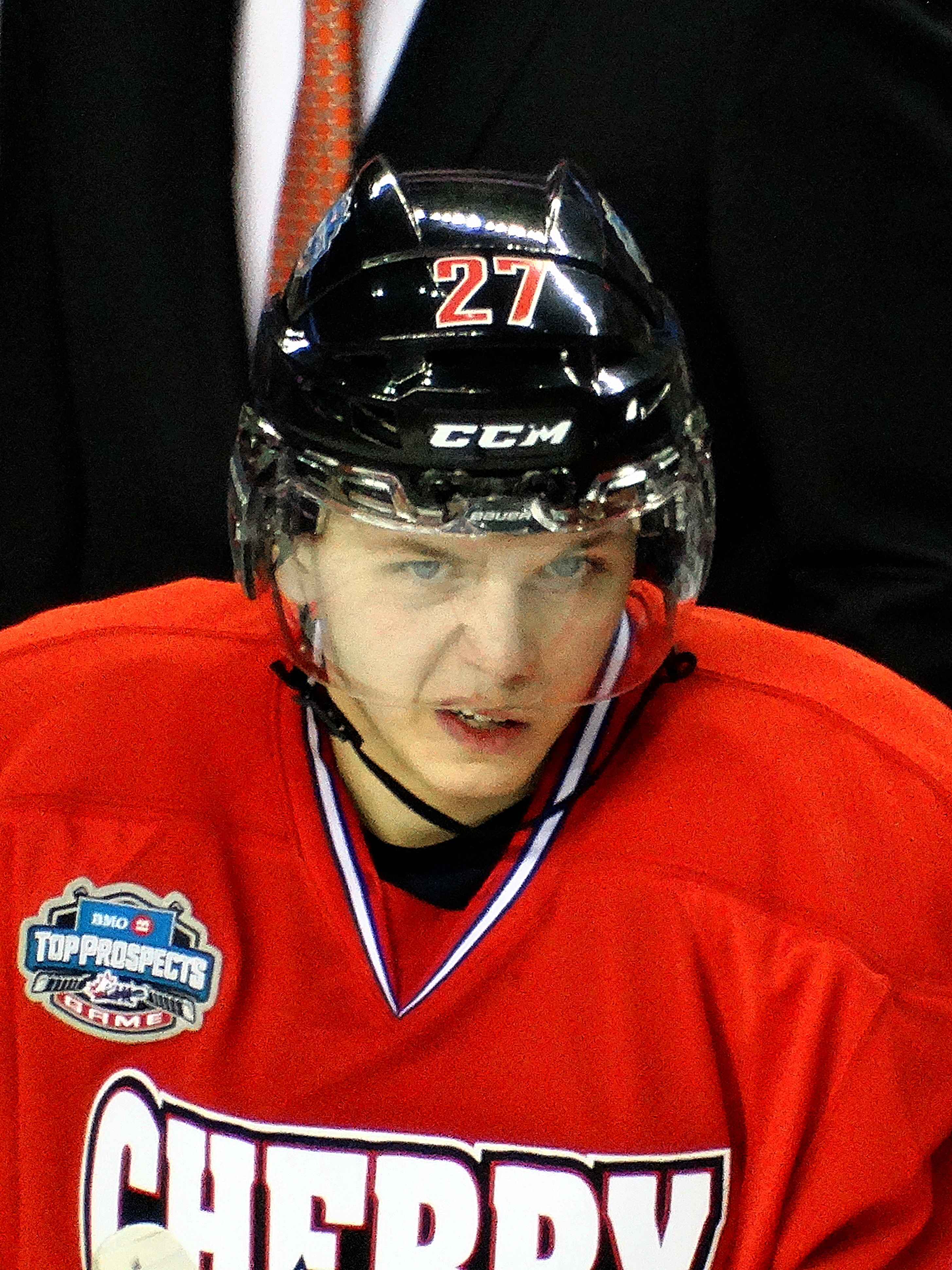
Никита Щербак — первый из российских игроков, выбранный на драфте 2014

Окончательный порядок выбора в первом раунде был определен по окончании финальной серии плей-офф и опубликован на официальном сайте НХЛ 17 июня. Первые 13 позиций были определены при помощи драфт-лотереи среди команд, не попавших в плей-офф. «Нью-Джерси Девилз» было предоставлено право выбирать в первом раунде тридцатыми. Далее места были распределены среди команд, выбывших в первом и втором раундах плей-офф и не являющихся победителями своих дивизионов, в обратной последовательности согласно набранным очкам в регулярном чемпионате. За ними по такому же принципу идут победители дивизионов; затем финалисты конференций — «Монреаль Канадиенс» (26 выбор) и «Чикаго Блэкхокс» (27 выбор). 28 и 29 идут соответственно финалист и победитель финала Кубка Стэнли.
| #  | Игрок                 | Национальность        | Команда НХЛ                                            |
| -- | --------------------- | --------------------- | ------------------------------------------------------ |
| 1  | Аарон Экблад (З)      | Канада                | Флорида Пантерз                                        |
| 2  | Сэм Райнхарт (ЦН)     | Канада                | Баффало Сейбрз                                         |
| 3  | Леон Драйзайтль (ЦН)  | Германия              | Эдмонтон Ойлерз                                        |
| 4  | Сэм Беннетт (ЦН)      | Канада                | Калгари Флэймз                                         |
| 5  | Майкл Дэл Колл (ЛН)   | Канада                | Нью-Йорк Айлендерс                                     |
| 6  | Джейк Виртанен (ПН)   | Канада                | Ванкувер Кэнакс                                        |
| 7  | Хэйдн Флёри (З)       | Канада                | Каролина Харрикейнз                                    |
| 8  | Вильям Нюландер (ЦН)  | Швеция                | Торонто Мейпл Лифс                                     |
| 9  | Николай Элерс (ЛН)    | Дания                 | Виннипег Джетс                                         |
| 10 | Ник Ричи (ЛН)         | Канада                | Анахайм Дакс (от «Оттавы»)1                            |
| 11 | Кевин Фиала (ЛН)      | Швейцария             | Нэшвилл Предаторз                                      |
| 12 | Брендан Перлини (ЛН)  | Канада Великобритания | Аризона Койотис                                        |
| 13 | Якуб Врана (Н)        | Чехия                 | Вашингтон Кэпиталз                                     |
| 14 | Юлиус Хонка (З)       | Финляндия             | Даллас Старз                                           |
| 15 | Дилан Ларкин (ЦН)     | США                   | Детройт Ред Уингз                                      |
| 16 | Сонни Милано (ЛН)     | США                   | Коламбус Блю Джекетс                                   |
| 17 | Трэвис Сэнхайм (З)    | Канада                | Филадельфия Флайерз                                    |
| 18 | Алекс Так (ПН)        | США                   | Миннесота Уайлд                                        |
| 19 | Энтони Деанжело (З)   | США                   | Тампа-Бэй Лайтнинг                                     |
| 20 | Ник Шмальц (ЦН)       | США                   | Чикаго Блэкхокс (от «Сан-Хосе»)2                       |
| 21 | Робби Фаббри (ЦН)     | Канада                | Сент-Луис Блюз                                         |
| 22 | Каспери Капанен (ЛН)  | Финляндия             | Питтсбург Пингвинз                                     |
| 23 | Коннер Бликли (ЦН)    | Канада                | Колорадо Эвеланш                                       |
| 24 | Джаред Маккэнн (ЦН)   | Канада                | Ванкувер Кэнакс (от «Анахайма»)3                       |
| 25 | Давид Пастрняк (ПН)   | Чехия                 | Бостон Брюинз                                          |
| 26 | Никита Щербак (ЛН)    | Россия                | Монреаль Канадиенс                                     |
| 27 | Николай Голдобин (ЛН) | Россия                | Сан-Хосе Шаркс (от «Чикаго»)2                          |
| 28 | Джошуа Хо-Санг (ЦН)   | Канада                | Нью-Йорк Айлендерс (от «Рейнджерс» через «Тампа Бэй»)4 |
| 29 | Адриан Кемпе (ЛН)     | Швеция                | Лос-Анджелес Кингз                                     |
| 30 | Джон Кенневилл (ЦН)   | Канада                | Нью-Джерси Девилз4                                     |

- 1. 5 июля 2013 года «Анахайм Дакс» обменял нападающего Бобби Райана в «Оттаву» на выбор в первом раунде драфта 2014 года и форвардов Якоба Сильверберга и Стефана Ноусена[13].
- 2. «Чикаго Блэкхокс» и «Сан-Хосе Шаркс» обменялись драфт-пиками во время проведения первого раунда: «Чикаго» получили 20 и 179 общий выбор, а «Сан-Хосе» 27 и 62[14].
- 3. «Ванкувер Кэнакс» получил выбор в первом раунде от «Анахайм Дакс» в день драфта, 27 июня, отдав нападающего Райана Кеслера. «Анахайм» также отдал нападающего Ника Бонино и защитника Луку Сбису[15].
- 4. «Нью-Йорк Айлендерс» и «Тампа Бэй Лайтнинг» обменялись драфт-пиками во время проведения первого раунда: «Айлендерс» получили 28 общий выбор, а «Тампа» 35 и 57[14].

- 5 марта 2014 года «Тампа Бэй Лайтнинг» обменяла нападающего Мартена Сан-Луи в «Рейнджерс» на нападающего Райана Кэллахана, выбор в первом раунде драфта-2015 и условный выбор во втором раунде драфта-2014, превратившийся в выбор в первом раунде, поскольку «Рейнджерс» прошли до финала Восточной конференции. Если Кэллахан подпишет новый контракт с «Тампой», то команды обменяются драфт-пиками драфта-2015: «Рейнджерс» отойдет выбор во втором раунде, а «Тампе» достанется выбор в седьмом.

- 5. «Нью-Джерси» должен был лишиться одного выбора в первом раунде на драфтах 2011—2014 из-за попытки обойти потолок зарплат при подписании контракта с Ильей Ковальчуком, но позже наказание было смягчено, и «Девилз» разрешили выбирать на драфте-2014, но только тридцатыми[4].

### Раунд 2
| #  | Игрок                  | Национальность | Команда НХЛ                                                        |
| -- | ---------------------- | -------------- | ------------------------------------------------------------------ |
| 31 | Брендан Лемьё (ЛН)     | США            | Баффало Сейбрз                                                     |
| 32 | Джейс Гаврилюк (ЦН)    | Канада         | Флорида Пантерз                                                    |
| 33 | Иван Барбашёв (ЛН)     | Россия         | Сент-Луис Блюз (от «Эдмонтона»)1                                   |
| 34 | Мэйсон Макдональд (В)  | Канада         | Калгари Флэймз                                                     |
| 35 | Доминик Машин (З)      | Чехия          | Тампа Бэй Лайтнинг (от «Айлендерс»)2                               |
| 36 | Тэтчер Демко (В)       | США            | Ванкувер Кэнакс                                                    |
| 37 | Алекс Неделькович (В)  | США            | Каролина Харрикейнз                                                |
| 38 | Маркус Петтерссон (З)  | Швеция         | Анахайм Дакс (от «Торонто»)3                                       |
| 39 | Витек Ванечек (В)      | Чехия          | Вашингтон Кэпиталз (от «Виннипега» через «Миннесоту» и «Баффало»)4 |
| 40 | Андреас Энглунд (З)    | Швеция         | Оттава Сенаторз                                                    |
| 41 | Джошуа Джейкобс (З)    | США            | Нью-Джерси Девилз                                                  |
| 42 | Владислав Каменев (ЛН) | Россия         | Нэшвилл Предаторз                                                  |
| 43 | Райан Макиннис (ЦН)    | США            | Аризона Койотис                                                    |
| 44 | Эрик Корнель (ЦН)      | Канада         | Баффало Сейбрз (от «Вашингтона»)5                                  |
| 45 | Брэтт Поллок (ЛН)      | Канада         | Даллас Старз                                                       |
| 46 | Юлиус Бергман (З)      | Швеция         | Сан-Хосе Шаркс (от «Детройта» через «Нэшвилл»)6                    |
| 47 | Райан Коллинс (З)      | США            | Коламбус Блю Джекетс                                               |
| 48 | Николя Обе-Кюбель (ПН) | Канада         | Филадельфия Флайерз                                                |
| 49 | Вацлав Карабачек (ПН)  | Чехия          | Баффало Сейбрз (от «Миннесоты»)7                                   |
| 50 | Роланд Маккеон (З)     | Канада         | Лос-Анджелес Кингз (от «Тампы» через «Ванкувер»)8                  |
| 51 | Джек Догерти (З)       | США            | Сан-Хосе Шаркс                                                     |
| 52 | Максим Летунов (ЦН)    | Россия         | Сент-Луис Блюз                                                     |
| 53 | Ноа Род (ПН)           | Швейцария      | Сан-Хосе Шаркс (от «Питтсбурга»)9                                  |
| 54 | Хантер Смит (ПН)       | Канада         | Калгари Флэймз (от «Колорадо»)10                                   |
| 55 | Брэндон Монтур (З)     | Канада         | Анахайм Дакс                                                       |
| 56 | Райан Донато (ЦН)      | США            | Бостон Брюинз                                                      |
| 57 | Джонатан Маклауд (З)   | США            | Тампа Бэй Лайтнинг (от «Монреаля» через «Айлендерс»)11             |
| 58 | Кристиан Дворак (ЛН)   | США            | Аризона Койотис (от «Чикаго»)12                                    |
| 59 | Брэндон Халверсон (В)  | США            | Нью-Йорк Рейнджерс                                                 |
| 60 | Алекс Линтуниеми (З)   | Финляндия      | Лос-Анджелес Кингз (от «Лос-Анджелеса» через «Баффало»)13          |

- 1. 10 июля 2013 года «Сент-Луис Блюз» получил от «Эдмонтон Ойлерз» выбор во втором раунде и нападающего Магнуса Пяяйарви-Свенссона в обмен на нападающего Дэвида Перрона[18].
- 2. «Нью-Йорк Айлендерс» и «Тампа Бэй Лайтнинг» обменялись драфт-пиками во время проведения первого раунда: «Айлендерс» получили 28 общий выбор, а «Тампа» 35 и 57[14].
- 3. 17 ноября 2013 года «Анахайм Дакс» произвёл обмен с «Торонто Мейпл Лифс», в результате которого «Анахайм» получил право выбора в 2014 году во втором и седьмом раундах (выбор «Анахайма», ранее отданный за Дэйва Стекела), а также защитника Джесси Блэкера. «Торонто» получил двух форвардов — Питера Холланда и Брэда Стобитца[19].
- 4. Выбор получен «Вашингтоном» от «Баффало» в обмен на выбор во втором и третьем раунде текущего драфта[20].

- 5 марта 2014 года «Баффало Сейбрз» обменял форвардов Мэтта Моулсона и Коди Маккормика в «Миннесоту Уайлд» на нападающего Торри Митчелла, выбор во втором раунде драфта 2014, ранее полученный «Уайлд» от «Виннипега» (за форварда Девина Сетогучи, 5 июля 2013 года) и выбор во втором раунде драфта 2015.

- 5. Выбор получен «Баффало» от «Вашингтона» вместе с пиком в третьем раунде в обмен на выбор во втором раунде[20].
- 6. «Сан-Хосе» получил выбор во втором раунде от «Нэшвилла» в обмен на условный выбор[20].

- «Нэшвилл Предаторз» 5 марта 2014 года обменял нападающего Дэвида Легуанда в «Детройт Ред Уингз», получив взамен выбор в третьем раунде (или во втором, если «Детройт» выйдет в плей-офф) и двух нападающих — Патрика Ивза и Калле Йернкрока.

- 7. В результате обмена Джейсона Поминвилля в «Миннесоту» 3 апреля 2013 года «Баффало Сейбрз» получили выбор во втором раунде драфта 2014. Также «Миннесоте» достался выбор «Сейбрз» в четвёртом раунде-2014, а «Баффало» — вратарь Мэтт Хэккетт, нападающий Юхан Ларссон и первый выбор в 2013 году[25].
- 8. «Лос-Анджелес» обменял нападающего Линдена Вея в «Ванкувер», получив взамен выбор во втором раунде во время проведения драфта, 28 июня[20].

- «Ванкувер Кэнакс» в день драфта, 27 июня, обменял защитника Джейсона Гаррисона, проспекта нападающего Джеффа Костелло и выбор в седьмом раунде драфта-15 в «Тампу» на выбор во втором раунде драфта-14.

- 9. «Питтсбург Пингвинз» и «Сан-Хосе Шаркс» 25 марта 2013 года произвели обмен, в результате которого в «Пингвинз» был отправлен защитник Даглас Мюррей. «Шаркс» получили выбор во втором раунде 2013 и 2014 года[27].
- 10. 5 марта 2014 года вратарь Рето Берра из «Калгари Флэймз» перешел в «Колорадо Эвеланш» в обмен на выбор во втором раунде[28].
- 11. «Нью-Йорк Айлендерс» и «Тампа Бэй Лайтнинг» обменялись драфт-пиками во время проведения первого раунда: «Айлендерс» получили 28 общий выбор, а «Тампа» 35 и 57[14].

- «Нью-Йорк Айлендерс» 5 марта 2014 года обменяли нападающего Томаса Ванека в «Монреаль Канадиенс» на форварда Себастьяна Колльберга и выбор во втором раунде драфта. «Монреаль» также получил выбор в пятом раунде драфта.

- 12. «Финикс Койотис» получили выбор во втором раунде от «Чикаго Блэкхокс» 4 марта 2014 года в обмен на двух защитников: Дэвида Рундблада и Матьё Брисбуа[31].
- 13. 5 марта 2014 года «Лос-Анджелес Кингз» обменял в «Баффало Сейбрз» защитника Николя Делорье и нападающего Хадсона Фашинга. Взамен «короли» получили двух защитников — Брэйдена Макнэбба и Джонатана Паркера, а также свой выбор во втором раунде драфта[32].

- 2 апреля 2013 года «Лос-Анджелес» выменял у «Баффало» защитника Робина Регира, отдав взамен выборы во вторых раундах 2014 и 2015 годов.

### Раунд 3
| #  | Игрок                 | Национальность | Команда НХЛ                                                           |
| -- | --------------------- | -------------- | --------------------------------------------------------------------- |
| 61 | Юнас Юханссон (В)     | Швеция         | Баффало Сейбрз                                                        |
| 62 | Джастин Кирклэнд (ЛН) | Канада         | Нэшвилл Предаторз (от «Флориды» через «Чикаго» и «Сан-Хосе»)1         |
| 63 | Доминик Тарджон (ЦН)  | Канада         | Детройт Ред Уингз (от «Эдмонтона» через «Лос-Анджелес» и «Коламбус»)2 |
| 64 | Брэндон Хики (З)      | Канада         | Калгари Флэймз                                                        |
| 65 | Юхо Ламмикко (ПН)     | Финляндия      | Флорида Пантерз (от «Нью-Йорк Айлендерс»)3                            |
| 66 | Никита Трямкин (З)    | Россия         | Ванкувер Кэнакс                                                       |
| 67 | Уоррен Фогеле (ЛН)    | Канада         | Каролина Харрикейнз                                                   |
| 68 | Ринат Валиев (З)      | Россия         | Торонто Мейпл Лифс                                                    |
| 69 | Джек Гловер (З)       | США            | Виннипег Джетс                                                        |
| 70 | Майлз Гендрон (З)     | США            | Оттава Сенаторз                                                       |
| 71 | Коннор Четэм (ПН)     | США            | Нью-Джерси Девилз                                                     |
| 72 | Алекс Шонборн (ПН)    | США            | Сан-Хосе Шаркс (от «Нэшвилла»)4                                       |
| 73 | Брэтт Лерноут (З)     | Канада         | Монреаль Канадиенс (от «Аризоны»)5                                    |
| 74 | Брайсен Мартин (З)    | Канада         | Баффало Сейбрз (от «Вашингтона»)6                                     |
| 75 | Александр Питерс (З)  | Канада         | Даллас Старз                                                          |
| 76 | Элвис Мерзликинс (В)  | Латвия         | Коламбус Блю Джекетс (от «Детройта»)7                                 |
| 77 | Блэйк Зибеналер (З)   | США            | Коламбус Блю Джекетс                                                  |
| 78 | Илья Сорокин (В)      | Россия         | Нью-Йорк Айлендерс (от «Филадельфии»)8                                |
| 79 | Брэйден Пойнт (ЦН)    | Канада         | Тампа Бэй Лайтнинг (от «Миннесоты»)9                                  |
| 80 | Луи Бельпедио (З)     | США            | Миннесота Уайлд (от «Тампы»)10                                        |
| 81 | Дилан Садови (ЛН)     | Канада         | Сан-Хосе Шаркс                                                        |
| 82 | Джейк Уолман (З)      | Канада         | Сент-Луис Блюз                                                        |
| 83 | Мэтт Якопелли (ПН)    | США            | Чикаго Блэкхокс (от «Питтсбурга» через «Калгари»)11                   |
| 84 | Кайл Вуд (З)          | Канада         | Колорадо Эвеланш                                                      |
| 85 | Киган Иверсон (ЦН)    | США            | Нью-Йорк Рейнджерс (от «Анахайма» через «Ванкувер»)12                 |
| 86 | Марк Фридман (З)      | Канада         | Филадельфия Флайерз (от «Бостона»)13                                  |
| 87 | Антон Карлссон (ПН)   | Швеция         | Аризона Койотис (от «Монреаля»)14                                     |
| 88 | Бо Старретт (ЛН)      | США            | Чикаго Блэкхокс                                                       |
| 89 | Натан Уокер (ЛН)      | Австралия      | Вашингтон Кэпиталз (от «Рейнджерс»)15                                 |
| 90 | Майкл Амадио (ЦН)     | Канада         | Лос-Анджелес Кингз                                                    |

- 1. Выбор получен «Нэшвиллом» от «Сан-Хосе» за выбор в третьем и четвёртом раунде текущего драфта[20].

- «Чикаго Блэкхокс» и «Сан-Хосе Шаркс» обменялись драфт-пиками во время проведения первого раунда: «Чикаго» получили 20 и 179 общий выбор, а «Сан-Хосе» 27 и 62.

- 2 марта 2014 года «Чикаго Блэкхокс» обменяли форварда Брэндона Пирри во «Флориду» на два выбора на драфте: в третьем раунде-2014 и в пятом раунде-2016.

- 2. Выбор получен «Детройтом» от «Коламбуса» в обмен на выбор в третьем раунде текущего драфта и в третьем раунде драфта-2015[20].

- Выбор получен «Коламбусом» вместе с нападающим Мэттом Фрэттином и условным выбором от «Лос-Анджелеса» в обмен на нападающего Мариана Габорика.

- Вратарь Бен Скривенс перешел из «Лос-Анджелес Кингз» в «Эдмонтон Ойлерз» 16 января 2014 года. Взамен «Кингз» получили право выбора в третьем раунде.

- 3. Выбор получен «Флоридой» от «Айлендерс» в обмен на выбор в третьем раунде драфта-2015[20].
- 4. Выбор получен «Сан-Хосе» от «Нэшвилла» вместе с выбором в четвёртом раунде за выбор в третьем раунде[20].
- 5. Выбор получен «Монреалем» от «Аризоны» за третий и четвёртый драфт-пик[20].
- 6. Выбор получен «Баффало» вместе с выбором во втором раунде от «Вашингтона» за выбор во втором раунде[20].
- 7. Выбор получен «Коламбусом» от «Детройта» вместе с выбором в третьем раунде драфта-15 за выбор в третьем раунде[20].
- 8. «Нью-Йорк Айлендерс» 4 марта 2014 года обменяли защитника Эндрю Макдональда в «Филадельфию» на два драфт-пика: в третьем раунде-2014 и во втором раунде-2015[38][39].
- 9-10 «Тампа» и «Миннесота» обменялись выборами в третьем раунде текущего драфта и выборами в седьмом раунде драфта-2015[20].
- 11. «Чикаго Блэкхокс» получили выбор в третьем раунде от «Калгари Флэймз» в обмен на нападающего Брэндана Боллига[40].

- «Калгари Флэймз» 5 марта 2014 года обменял в «Питтсбург Пингвинз» нападающего Ли Стемпняка на выбор в третьем раунде.

- 12. «Нью-Йорк Рейнджерс» обменял нападающего Дерека Дорсетта в «Ванкувер» на выбор в третьем раунде, ранее принадлежавший «Анахайму», в день драфта, 27 июня 2014 года[42].

- «Ванкувер Кэнакс» получил выбор в третьем раунде драфта-2014 от «Анахайма», отдав третий выбор на драфте-15 27 июня 2014 года, в день драфта.

- 13. 5 марта 2014 года «Филадельфия Флайерз» получила условный выбор в третьем раунде драфта от «Бостона» в обмен на защитника Андрея Месароша. Драфт-пик может стать во втором раунде, если «Брюинз» пройдут в финал Восточной конференции, а Месарош сыграет как минимум две трети матчей команды; или если «Бостон» подпишет с игроком новый контракт до предстоящего драфта. Если же «Брюинз» не доберутся до финала конференции и Месарош подпишет новый контракт после драфта, то «Флайерз» получат выбор «Бостона» в четвёртом раунде драфта-2015[43].
- 14. Выбор получен «Аризоной» от «Монреаля» вместе с выбором в четвёртом раунде за выбор в третьем раунде[20].
- 15. Выбор получен «Вашингтоном» от «Рейнджерс» за два выбора в четвёртом раунде[20].

### Раунд 4
| #   | Игрок                  | Национальность | Команда НХЛ                                                        |
| --- | ---------------------- | -------------- | ------------------------------------------------------------------ |
| 91  | Вильям Лагессон (З)    | Швеция         | Эдмонтон Ойлерз (от «Баффало» через «Миннесоту»)1                  |
| 92  | Джо Уэгверт (ПН)       | США            | Флорида Пантерз                                                    |
| 93  | Ник Магьяр (ПН)        | США            | Колорадо Эвеланш (от «Эдмонтона» через «Торонто»)2                 |
| 94  | Вилле Хуссо (В)        | Финляндия      | Сент-Луис Блюз (от «Калгари» через «Торонто»)3                     |
| 95  | Линус Сёдерстрём (В)   | Швеция         | Нью-Йорк Айлендерс                                                 |
| 96  | Джош Уэсли (З)         | США            | Каролина Харрикейнз (от «Ванкувера»)4                              |
| 97  | Лукас Валльмарк (ЦН)   | Швеция         | Каролина Харрикейнз                                                |
| 98  | Фредрик Олофссон (ЛН)  | Швеция         | Чикаго Блэкхокс (от «Торонто»)5                                    |
| 99  | Чейз Де Лео (ЦН)       | США            | Виннипег Джетс                                                     |
| 100 | Шейн Айсерман (ЦН)     | США            | Оттава Сенаторз                                                    |
| 101 | Нельсон Ножье (З)      | Канада         | Виннипег Джетс (от «Нью-Джерси»)6                                  |
| 102 | Алексис Ванье (З)      | Канада         | Сан-Хосе Шаркс (от «Нэшвилла»)7                                    |
| 103 | Джон Пиччинич (ПН)     | США            | Торонто Мейпл Лифс (от «Аризоны»)8                                 |
| 104 | Райан Манта (З)        | США            | Нью-Йорк Рейнджерс (от «Вашингтона»)9                              |
| 105 | Майкл Прапавессис (З)  | Канада         | Даллас Старз                                                       |
| 106 | Кристофер Эн (ЦН)      | Швеция         | Детройт Ред Уингз                                                  |
| 107 | Жюльен Пеллетье (ЛН)   | Канада         | Коламбус Блю Джекетс                                               |
| 108 | Девон Тэйвз (З)        | Канада         | Нью-Йорк Айлендерс (от «Филадельфии»)10                            |
| 109 | Каапо Кяхкёнен (В)     | Финляндия      | Миннесота Уайлд                                                    |
| 110 | Остин Погански (ПН)    | США            | Сент-Луис Блюз (от «Тампы»)11                                      |
| 111 | Закари Нэйджелворт (В) | США            | Эдмонтон Ойлерс (от «Сан-Хосе»)12                                  |
| 112 | Виктор Арвидссон (ЛН)  | Швеция         | Нэшвилл Предаторз (от «Сент-Луиса»)13                              |
| 113 | Сэм Лафферти (ЛН)      | США            | Питтсбург Пингвинз                                                 |
| 114 | Алексис Пепен (ЛН)     | Канада         | Колорадо Эвеланш                                                   |
| 115 | Брент Моран (В)        | Канада         | Даллас Старз (от «Анахайма» через «Вашингтон» и «Анахайм»)14       |
| 116 | Дэнтон Хейнен (ЦН)     | Канада         | Бостон Брюинз                                                      |
| 117 | Майкл Бантинг (ЛН)     | Канада         | Аризона Койотис (от «Монреаля»)15                                  |
| 118 | Игорь Шестёркин (В)    | Россия         | Нью-Йорк Рейнджерс (от «Чикаго» через «Айлендерс» и «Вашингтон»)16 |
| 119 | Бен Томас (З)          | Канада         | Тампа Бэй Лайтнинг (от «Рейнджерс»)17                              |
| 120 | Стивен Джонсон (З)     | США            | Лос-Анджелес Кингз                                                 |

- 1. 4 марта 2014 года «Эдмонтон Ойлерз» обменял вратаря Илью Брызгалова в «Миннесоту» на выбор в четвёртом раунде[44]. «Миннесота» получила этот драфт-пик от «Баффало» в результате обмена Джейсона Поминвилля[45].
- 2. 3 апреля 2013 года «Колорадо Эвеланш» получило право выбора в четвёртом раунде от «Торонто Мейпл Лифс» в обмен на защитника Райана О’Бёрна[46].

- «Торонто» получил драфт-пик в четвертом раунде от «Эдмонтона» 4 марта того же года в обмен на тафгая Майка Брауна.

- 3. «Сент-Луис Блюз» получил право выбора от «Торонто Мейпл Лифс» и защитника Карла Гуннарссона в обмен на защитника Романа Полака[48].

- 29 сентября 2013 года «Торонто Мейпл Лифс» получили право выбора от «Калгари Флэймз» в обмен на нападающего Джо Колборна.

- 4. 29 сентября 2013 года «Каролина Харрикейнз» обменяла форвардов Зака Далпе и Джереми Уэлша в «Ванкувер Кэнакс» на фораврда Келлана Точкина и выбор в четвёртом раунде[50].
- 5. 1 июля 2013 года «Чикаго Блэкхокс» получил право выбора от «Торонто Мейпл Лифс» в четвёртом раунде и два драфт-пика в 2013 году в обмен на нападающего Дэйва Болланда[51].
- 6. Выбор получен «Виннипегом» от «Нью-Джерси» вместе в выбором в седьмом раунде драфта-2013 за нападающего Алексея Поникаровского[52].
- 7. Выбор получен «Сан-Хосе» вместе с выбором в третьем раунде от «Нэшвилла» за выбор в третьем раунде[20].
- 8. 17 января 2013 года «Торонто Мейпл Лифс» получили право выбора от «Финикса» в обмен на нападающего Мэттью Ломбарди[53].
- 9. Выбор получен «Рейнджерс» вместе с ещё одним выбором в четвёртом раунде от «Вашингтона» за выбор в третьем раунде[20].
- 10. 12 июня 2013 года «Нью-Йорк Айлендерс» обменял права на защитника Марка Штрайта в «Филадельфию Флайерз». «Айлендерс» получили взамен выбор в четвёртом раунде драфта и нападающего Шейна Харпера[54].
- 11. Выбор получен «Сент-Луисом» вместе с выбором в третьем раунде драфта-2013 от «Тампы» за нападающего Би-Джея Кромбина и выбор в пятом раунде текущего драфта[55].
- 12. «Эдмонтон Ойлерз» получил выбор в четвёртом раунде от «Сан-Хосе Шаркс» в обмен на нападающего Майка Брауна 21 октября 2013 года[56].
- 13. 30 июня 2013 года «Нэшвилл Предаторз» получил выбор в четвёртом раунде драфта-2014 от «Сент-Луиса». Также «хищники» получили выбор в седьмом раунде драфта-2013, отдав взамен выбор в четвёртом раунде того же драфта[57].
- 14. 4 марта 2014 года «Даллас Старз» обменял защитника Стефана Робида в «Анахайм Дакс» на условный выбор в четвёртом раунде[58][59].

- Ранее, 29 сентября 2013, драфт-пик в четвертом раунде (вместе с нападающим Джоном Митчеллом) «Анахайм» обменял в «Вашингтон Кэпиталз» на форварда Мэтью Перро, а 4 марта получил его обратно в обмен на нападающего Дастина Пеннера.

- 15. Выбор получен «Аризоной» вместе с выбором в третьем раунде от «Монреаля» за выбор в третьем раунде текущего драфта[20].
- 16. Выбор получен «Рейнджерс» вместе с выбором в четвёртом раунде от «Вашингтона» за выбор в третьем раунде[20].

- 1 мая 2014 года «Вашингтон Кэпиталз» обменял своего вратаря Ярослава Галака в «Нью-Йорк Айлендерс» на выбор в четвертом раунде драфта.

- 6 февраля 2014 года «Нью-Йорк Айлендерс» обменял в «Чикаго Блэкхокс» двух форвардов — Петера Регина и Пьера-Марка Бушара — на выбор в четвертом раунде драфта.

- 17. Выбор получен «Тампой» от «Рейнджерс» за два выбора в пятом раунде[20].

### Раунд 5
| #   | Игрок                  | Национальность | Команда НХЛ                                             |
| --- | ---------------------- | -------------- | ------------------------------------------------------- |
| 121 | Макс Уиллмэн (ЦН)      | США            | Баффало Сейбрз                                          |
| 122 | Рихард Нейежхлеб (ЛН)  | Чехия          | Нью-Йорк Рейнджерс (от «Флориды»)1                      |
| 123 | Мэттью Берковитц (З)   | США            | Анахайм Дакс (от «Эдмонтона»)2                          |
| 124 | Жедон Дешено (ПН)      | Канада         | Сент-Луис Блюз (от «Калгари»)3                          |
| 125 | Николас Коберстейн (З) | Канада         | Монреаль Канадиенс (от «Айлендерс»)4                    |
| 126 | Густав Форслинг (З)    | Швеция         | Ванкувер Кэнакс                                         |
| 127 | Кларк Бишоп (ЦН)       | Канада         | Каролина Харрикейнз                                     |
| 128 | Дакота Джошуа (ЦН)     | США            | Торонто Мейпл Лифс                                      |
| 129 | Клинстон Франклин (ЛН) | США            | Виннипег Джетс                                          |
| 130 | Лиам Каулин (ЦН)       | США            | Эдмонтон Ойлерз (от «Оттавы»)5                          |
| 131 | Райан Рехилл (З)       | Канада         | Нью-Джерси Девилз                                       |
| 132 | Йоонас Люютинен (З)    | Финляндия      | Нэшвилл Предаторз                                       |
| 133 | Дайсин Майо (З)        | Канада         | Аризона Койотис                                         |
| 134 | Шейн Герсич (ЛН)       | США            | Вашингтон Кэпиталз                                      |
| 135 | Миро Карьялайнен (З)   | Финляндия      | Даллас Старз                                            |
| 136 | Чейз Перри (В)         | США            | Детройт Ред Уингз                                       |
| 137 | Тайлер Бёрд (ПН)       | США            | Коламбус Блю Джекетс (от «Коламбуса» через «Эдмонтон»)6 |
| 138 | Оскар Линдблом (ЛН)    | Швеция         | Филадельфия Флайерз                                     |
| 139 | Таннер Фэйт (З)        | Канада         | Миннесота Уайлд                                         |
| 140 | Дэниэл Уолкотт (З)     | Канада         | Нью-Йорк Рейнджерс (от «Тампы»)7                        |
| 141 | Люк Снаггеруд (З)      | США            | Чикаго Блэкхокс (от Сан-Хосе)8                          |
| 142 | Тайлер Нанн (З)        | США            | Нью-Йорк Рейнджерс (от «Сент-Луиса» через «Тампу»)9     |
| 143 | Минель Фидлер (ЛН)     | США            | Флорида Пантерз (от «Питтсбурга»)10                     |
| 144 | Антон Линдхольм (З)    | Швеция         | Колорадо Эвеланш                                        |
| 145 | Энтони Анджелло (ЦН)   | США            | Питсбург Пингвинз (от «Анахайма»)11                     |
| 146 | Андерс Бьорк (ЛН)      | США            | Бостон Брюинз                                           |
| 147 | Даниэль Одетт (ЦН)     | США            | Монреаль Канадиенс                                      |
| 148 | Андреас Сёдерберг (З)  | Швеция         | Чикаго Блэкхокс                                         |
| 149 | Рурк Шартье (ЦН)       | Канада         | Сан-Хосе Шаркс (от «Рейнджерс»)                         |
| 150 | Алек Диллон (В)        | Канада         | Лос-Анджелес Кингз                                      |

- 1. Выбор получен «Нью-Йорк Рейнджерс» от «Флориды» за нападающего Кейси Уэллмана 20 июля 2012 года[66].
- 2. 4 марта 2014 года «Анахайм Дакс» получил выбор в пятом раунде драфта-2014 и выбор в третьем раунде драфта-2015 от «Эдмонтон Ойлерз» за вратаря Виктора Фаста[67][68].
- 3. 5 июля 2013 года «Сент-Луис Блюз» отдал защитника Криса Рассела в «Калгари Флэймз» за выбор в пятом раунде[69].
- 4. 5 марта 2014 года «Монреаль Канадиенс» получил нападающего Томаса Ванека и выбор в пятом раунде драфта от «Нью-Йорк Айлендерс» за форварда Себастьяна Колльберга и выбор во втором раунде драфта[29][30].
- 5. 5 марта 2014 года «Эдмонтон Ойлерз» обменял нападающего Алеша Гемски в «Оттаву» на выбор в пятом раунде-2014 и выбор в третьем раунде-2015[70][71].
- 6. Выбор получен «Коламбусом» от «Эдмонтона» за защитника Никиту Никитина 25 июня 2014 года[72].

- 5 марта 2014 года «Эдмонтон Ойлерз» обменяли защитника Ника Шульца в «Коламбус» на выбор в пятом раунде.

- 7. Выбор получен «Рейнджерс» вместе с ещё одним выбором в пятом раунде от «Тампы» за выбор в четвёртом раунде[20].
- 8. 30 июня 2013 года «Чикаго Блэкхокс» отдал два выбора на драфте 2013 года в «Сан-Хосе» (в четвёртом и пятом раунде). Взамен «Шаркс» отдали выбор на драфте-2013 и выбор в пятом раунде драфта-2014[57].
- 9. Выбор получен «Рейнджерс» вместе с ещё одним выбором в пятом раунде от «Тампы» за выбор в четвёртом раунде[20].

- Ранее выбор получен «Тампой» вместе с нападающим Би-Джеем Кромбином от «Сент-Луиса» за два выбора в четвертых раундах — на драфте-2013 и текущем драфте.

- 10. 5 марта 2014 года «Флорида Пантерз» обменяла нападающего Марцеля Гоча в «Питтсбург Пингвинз» на два выбора на драфте — в пятом раунде-2014 и в третьем раунде-2015[74].
- 11. Выбор получен «Питтсбургом» от «Анахайма» за защитника Бена Лавджоя 7 февраля 2013 года[75].
- 12. «Сан-Хосе Шаркс» 3 апреля 2013 года получили условный выбор во втором раунде от «Нью-Йорк Рейнджерс» в обмен на нападающего Райана Клоу (также «акулы» получили два драфт-пика в 2013 году). Условием было то, что Клоу подпишет новый контракт с «Рейнджерс» или нью-йоркская команда пройдет два раунда плей-офф. Ни того, ни другого не произошло и выбор перешел в пятый раунд[76].

### Раунд 6
| #   | Игрок                     | Национальность | Команда НХЛ                                         |
| --- | ------------------------- | -------------- | --------------------------------------------------- |
| 151 | Кристофер Браун (ЦН)      | США            | Баффало Сейбрз                                      |
| 152 | Джоуи Дудек (ЦН)          | США            | Нью-Джерси Девилз (от «Флориды»)1                   |
| 153 | Тайлер Весел (ЦН)         | США            | Эдмонтон Ойлерз                                     |
| 154 | Аарон Хэйдон (З)          | США            | Даллас Старз (от «Калгари»)2                        |
| 155 | Кайл Шемпп (ЦН)           | США            | Нью-Йорк Айлендерс                                  |
| 156 | Кайл Петтит (ЦН)          | Канада         | Ванкувер Кэнакс                                     |
| 157 | Джейк Марчмент (ЦН)       | Канада         | Лос-Анджелес Кингз (от «Каролины»)3                 |
| 158 | Нолан Веси (ЛН)           | США            | Торонто Мейпл Лифс                                  |
| 159 | Стивен Спиннер (ПН)       | США            | Вашингтон Кэпиталз (от «Виннипега»)4                |
| 160 | Понтус Шалин (З)          | Швеция         | Миннесота Уайлд (от «Оттавы»)5                      |
| 161 | Брэндон Бэддок (ЛН)       | Канада         | Нью-Джерси Девилз                                   |
| 162 | Аарон Ирвинг (З)          | Канада         | Нэшвилл Предаторз                                   |
| 163 | Давид Вестлунд (З)        | Швеция         | Аризона Койотис                                     |
| 164 | Павел Красковский (ЦН)    | Россия         | Виннипег Джетс (от «Вашингтона»)6                   |
| 165 | Джон Нюберг (ЛН)          | Швеция         | Даллас Старз                                        |
| 166 | Юлиус Вахатало (ЛН)       | Финляндия      | Детройт Ред Уингз                                   |
| 167 | Чейз Лэнг (ЦН)            | Канада         | Миннесота Уайлд (от «Коламбуса» через «Рейнджерс»)7 |
| 168 | Радель Фазлеев (ЦН)       | Россия         | Филадельфия Флайерз                                 |
| 169 | Рид Дьюк (ЦН)             | Канада         | Миннесота Уайлд                                     |
| 170 | Кристиано Диджачинто (ЛН) | Канада         | Тампа Бэй Лайтнинг                                  |
| 171 | Кевин Лабанк (ПН)         | США            | Сан-Хосе Шаркс                                      |
| 172 | Чендлер Якимович (ПН)     | США            | Сент-Луис Блюз                                      |
| 173 | Джейден Линдо (ПН)        | Канада         | Питтсбург Пингвинз                                  |
| 174 | Максимилиан Пайпах (В)    | Словакия       | Колорадо Эвеланш                                    |
| 175 | Адам Оллас Маттссон (З)   | Швеция         | Калгари Флэймз (от «Анахайма»)8                     |
| 176 | Самуэль Блэйз (ЛН)        | Канада         | Сент-Луис Блюз (от «Бостона»)9                      |
| 177 | Хэйден Хоуки (В)          | США            | Монреаль Канадиенс                                  |
| 178 | Дилан Сикура (ЦН)         | Канада         | Чикаго Блэкхокс                                     |
| 179 | Иван Налимов (В)          | Россия         | Чикаго Блэкхокс (от «Рейнджерс» через «Сан-Хосе»)10 |
| 180 | Мэттью Мистель (ЛН)       | Канада         | Лос-Анджелес Кингз                                  |

- 1. 28 сентября 2013 года «Нью-Джерси Девилз» получили выбор в шестом раунде драфта и нападающего Скотта Тимминса от «Флориды Пантерз» в обмен на форварда Криса Барча и выбор в седьмом раунде драфта 2015 года[77].
- 2. 22 ноября 2013 года «Даллас Старз» обменяли нападающего Лэйна Макдермида в «Калгари Флэймз» на выбор в шестом раунде[78].
- 3. Выбор получен «Лос-Анджелесом» вместе с нападающим Энтони Стюартом и выбором в четвёртом раунде драфта-2013 от «Каролины» за нападающего Кевина Уэстгарта 13 января 2013 года[79].
- 4. Выбор получен «Вашингтоном» вместе с вратарём Эдвардом Паскуале и выбором в седьмом раунде драфта-2015 от «Виннипега» за выбор в шестом и седьмом раунде текущего драфта 28 июня 2014 года[80].
- 5. 12 марта 2013 года «Миннесота Уайлд» получила пик в шестом раунде от «Оттавы» в обмен на форварда Мэтта Кассиана[81].
- 6. Выбор получен «Виннипегом» вместе с выбором в седьмом раунде от «Вашингтона» за вратаря Эдварда Паскуале, выбор в шестом раунде текущего драфта и выбор в седьмом раунде драфта-2015[80].
- 7. 30 июня 2013 года «Миннесота Уайлд» отдала защитника Джастина Фолка в «Нью-Йорк Рейнджерс» в обмен на нападающего Бенна Феррьеро и выбор в шестом раунде[82].

- Выбор был получен 3 апреля 2013 года «Нью-Йорк Рейнджерс» вместе с нападающими Дериком Брассаром, Дереком Дорсеттом и защитником Джоном Муром от «Коламбуса» за нападающего Мариана Габорика и двух защитников: Стивена Делайла и Блэйка Парлетта.

- 8. 21 ноября 2013 года «Калгари Флэймз» получил выбор в шестом раунде от «Анахайма», отдав взамен нападающего Тима Джэкмана[84].
- 9. Выбор получен «Сент-Луисом» от «Бостона» за защитника Уэйда Реддена 3 апреля 2013 года[85].
- 10. «Чикаго Блэкхокс» и «Сан-Хосе Шаркс» обменялись драфт-пиками во время проведения первого раунда: «Чикаго» получили 20 и 179 общий выбор, а «Сан-Хосе» 27 и 62[14].

- Выбор получен «Сан-Хосе Шаркс» вместе с нападающим Томми Грантом от «Нью-Йорк Рейнджерс» за нападающего Брэндона Машинтера 13 января 2013 года.

### Раунд 7
| #   | Игрок                   | Национальность | Команда НХЛ                                       |
| --- | ----------------------- | -------------- | ------------------------------------------------- |
| 181 | Виктор Улофссон (ПН)    | Швеция         | Баффало Сейбрз                                    |
| 182 | Хуго Фагерблом (В)      | Швеция         | Флорида Пантерз (от «Флориды» через «Монреаль»)1  |
| 183 | Кевен Бушар (В)         | Канада         | Эдмонтон Ойлерз                                   |
| 184 | Остин Кэрролл (ПН)      | Канада         | Калгари Флэймз                                    |
| 185 | Кэмерон Дарси (ЦН)      | США            | Тампа Бэй Лайтнинг (от «Айлендерс»)2              |
| 186 | Маккензи Стюарт (З)     | Канада         | Ванкувер Кэнакс                                   |
| 187 | Кайл Дженкинс (З)       | Канада         | Каролина Харрикейнз                               |
| 188 | Пьерр Энгвалл (ЛН)      | Швеция         | Торонто Мейпл Лифс                                |
| 189 | Келли Саммерс (З)       | Канада         | Оттава Сенаторз (от «Виннипега»)3                 |
| 190 | Фрэнсис Перрон (ЛН)     | Канада         | Оттава Сенаторз                                   |
| 191 | Джаред Фигл (ЛН)        | США            | Аризона Койотис (от «Нью-Джерси»)4                |
| 192 | Мэтт Устаски (ЦН)       | США            | Виннипег Джетс (от «Нэшвилла» через «Вашингтон»)5 |
| 193 | Эдгарс Кулда (ЛН)       | Латвия         | Аризона Койотис                                   |
| 194 | Кевин Элгестал (ПН)     | Швеция         | Вашингтон Кэпиталз                                |
| 195 | Патрик Санвидо (З)      | Канада         | Даллас Старз                                      |
| 196 | Аксель Холмстрём (ЦН)   | Швеция         | Детройт Ред Уингз                                 |
| 197 | Оливье Леблан (З)       | Канада         | Коламбус Блю Джекетс                              |
| 198 | Йеспер Петтерссон (З)   | Швеция         | Филадельфия Флайерз                               |
| 199 | Павел Еныш (ЦН)         | Чехия          | Миннесота Уайлд                                   |
| 200 | Лука Саттер (ЦН)        | США            | Нью-Йорк Айлендерс (от «Тампы»)6                  |
| 201 | Александр Кадейкин (ЦН) | Россия         | Детройт Ред Уингз (от «Сан-Хосе»)7                |
| 202 | Дуайер Тшантц (ПН)      | США            | Сент-Луис Блюз                                    |
| 203 | Джефф Тэйлор (З)        | США            | Питтсбург Пинвинз                                 |
| 204 | Жюльен Нантель (ЛН)     | Канада         | Колорадо Эвеланш                                  |
| 205 | Ондржей Каше (ПН)       | Чехия          | Анахайм Дакс (от «Анахайма» через «Торонто»)8     |
| 206 | Эмил Юханссон (З)       | Швеция         | Бостон Брюинз                                     |
| 207 | Джейк Эванс (ЦН)        | Канада         | Монреаль Канадиенс                                |
| 208 | Джек Рэмси (ПН)         | США            | Чикаго Блэкхокс                                   |
| 209 | Спенсер Уотсон (ПН)     | Канада         | Лос-Анджелес Кингз (от «Рейнджерс»)9              |
| 210 | Джейкоб Миддлтон (З)    | Канада         | Лос-Анджелес Кингз                                |

- 1. 7 июля 2013 года «Флорида Пантерз» обменяла нападающего-тафгая Джорджа Пэрроса в «Монреаль» на нападающего Филиппа Лефевра и выбор в седьмом раунде[87].

- Ранее драфт-пик был получен «Монреалем» от «Флориды» 30 июня 2013 года во время проведения драфта-2013 за выбор в седьмом раунде-2013.

- 2. Выбор получен «Тампой» от «Айлендерс» за два выбора в седьмых раундах драфта — на текущем драфте и на драфте-2015[20].
- 3. Выбор получен «Оттавой» от «Виннипега» за выбор в шестом раунде драфта-2015[20].
- 4. Выбор получен «Финиксом» от «Нью-Джерси Девилз» за нападающего Стива Салливана 3 апреля 2013 года[88].
- 5. Выбор получен «Виннипегом» вместе с выбором в шестом раунде текущего драфта от «Вашингтона» за вратаря Эдварда Паскуале, выбор в шестом раунде текущего драфта и выбор в седьмом раунде драфта-2015[80].

- 19 апреля 2014 года «Вашингтон Кэпиталз» получили выбор в седьмом раунде от «Нэшвилла» в обмен на защитника Джэйнена Рисслинга.

- 6. Выбор получен «Нью-Йорк Айлендерс» вместе с выбором в седьмом раунде драфта-2015 от «Тампа Бэй Лайтнинг» за выбор в седьмом раунде текущего драфта[20].
- 7. Выбор получен «Детройтом» вместе с нападающим Эндрю Мюрреем от «Сан-Хосе Шаркс» за защитника Брэда Стюарта 10 июня 2012 года[90].
- 8. 17 ноября 2013 года «Анахайм Дакс» произвели обмен с «Торонто Мейпл Лифс», в результате которого «Анахайм» получил право выбора в 2014 году во втором и седьмом раундах, а также защитника Джесси Блэкера. «Торонто» получил двух форвардов — Питера Холланда и Брэда Стобитца[19].

- 15 марта 2013 года «Торонто Мейпл Лифс» получили выбор в седьмом раунде и нападающего Райана Лэша от «Анахайма» в обмен на форварда Дэйва Стекела.

- 9. 4 января 2014 года «Лос-Анджелес Кингз» обменял нападающего Даниэля Карсилло в «Нью-Йорк Рейнджерс» на условный выбор в седьмом раунде[92][93].

## Итоги драфта
Всего на драфте было выбрано 210 хоккеистов из 12 стран — 21 вратарь, 65 защитников и 124 нападающих. Впервые на драфте НХЛ был выбран австралийский хоккеист. Им стал нападающий Натан Уокер, которого в третьем раунде выбрал «Вашингтон».
Данные приведены согласно официальному сайту НХЛ
| # | Страна    | Игроков | Процент |
| - | --------- | ------- | ------- |
| 1 | Канада    | 79      | 37,6%   |
| 2 | США       | 65      | 30,9%   |
| 3 | Швеция    | 28      | 13,3%   |
| 4 | Россия    | 13      | 6,2%    |
| 5 | Финляндия | 9       | 4,3%    |
| 6 | Чехия     | 8       | 3,8%    |
| 7 | Латвия    | 2       | 1%      |
| 7 | Швейцария | 2       | 1%      |
| 8 | Австралия | 1       | 0,5%    |
| 8 | Германия  | 1       | 0,5%    |
| 8 | Дания     | 1       | 0,5%    |
| 8 | Словакия  | 1       | 0,5%    |
|   | Всего     | 210     | 100%    |